# Листокрутка дволітна
Листокрутка дволітна (Clysia (Eupoecilia) ambiguella Hb.) — метелик родини листовійок. Шкідник винограду.

## Опис
Розмах крил — 14-18 міліметрів. Передні крила солом'яно-жовті з поперечною темно-коричневою перев'яззю посередині, задні крила світло-бурувато-сірі. Яйця блідо-зелені, прозорі, видовжено-овальної форми, до 1 мм завдовжки. Самки їх відкладають по одному на бутони суцвіть (першого покоління), зелені ягоди (другого покоління). Гусениці заляльковуються в білуватих коконах у місцях живлення або в тріщинах кори штамбів, під відсталою корою. Лялечка світло-коричнева, 7-8 міліметрів завдовжки, черевце закруглене з двома хітинізованими кігтеподібними виступами, які спрямовані на спинний бік, і 10-гачкоподібними щетинками.

## Екологія
Шкодять гусениці. Гусениці першого покоління живляться бутонами, які від цього засихають, другого — вгризаються в ягоди, які у вологу погоду загнивають. Пошкоджені суцвіття і ягоди обплітаються павутиною. Зимують лялечки. Розвивається в двох поколіннях за рік.